# Panzerzug Korschun
Der Panzerzug Korschun (russisch Бронепоезд Коршун Bronepojesd Korschun, deutsch: Milan) war ein Panzerzug der Weißen Armee aus der Zeit des Russischen Bürgerkrieges.

## Geschichte
Im Juni 1919 wurde der Panzerzug Korschun in Kertsch auf der Halbinsel Krim aufgestellt. Das Rollmaterial stammte vom ehemaligen sowjetischen Panzerzug 3. Nach der Aufstellung wurde er der 5. Panzerzugdivision unter dem Kommando von Generalmajor Netschajew.

## Technische Daten

### Artilleriewagen
Der Panzerzug Korschun verfügte über einen Artilleriewagen mit einer 7,5-cm-Kanone M1895.

### Maschinengewehrwagen
Weiterhin hatte der Panzerzug Korschun einen Maschinengewehrwagen mit zwölf Maxim-Maschinengewehren.

## Einsatz
Am 28. August 1919 wurde der Panzerzug an die Front verlegt und kam am 30. August am Bahnhof von Bobrinskaja an. Im September 1919 nahm er an seinem ersten Gefecht in der Nähe des Bahnhofes von Zwetkowo, jenseits des Dnepr teil. Anfang Oktober war er in Jelisawetgrade eingesetzt. Am 5. Oktober kam es im Raum zwischen Balta und Birsula zu einem Gefecht gegen den ukrainischen Panzerzug Wilna Ukrajina, welcher zum Rückzug zum Bahnhof von Borschtschi gezwungen wurde. Am 28. Oktober kam es zum nächsten Gefecht, diesmal gegen den Panzerzug Pomsta. Bereits am nächsten Tag gab ein Gefecht gegen den Panzerzug Chortizja.
Am 9. November 1919 nahm der Panzerzug Korschun bei der Eroberung der Stadt und des Bahnhofes von Proskurow. In der Nacht vom 10. auf der 11. November gelang die Eroberung der Ortschaft Schmerynka, welche vorher von ukrainischen Truppen verlassen wurde. Am 16. November gelang es dem Panzerzug Korschun den Panzerzug Chortizja und den Panzerzug Wiernyj syn Ukrainy zu erbeuten.
Während der Evakuierung von Odessa wurde der Panzerzug nach Tiraspol verlegt. Dort wurde er am 31. Januar 1920 mit anderen Panzerzügen, zum Beispiel der Panzerzug Knjas Poscharski zurückgelassen.

## Zugpersonal
Mit dem Aufgeben des Panzerzuges im Januar 1920 wurde die Besatzung dem 75. Sewastopoler Infanterieregiment zugeteilt.
- Panzerzugkommandant
  - Hauptmann Wassili Pawlowitsch Magnitski